# 三叉凤尾蕨
三叉凤尾蕨（学名：Pteris tripartita）为凤尾蕨科凤尾蕨属的植物。分布在斯里兰卡、菲律宾、印度、马来西亚、中南半岛、澳大利亚、台湾岛、非洲、波利尼西亚、印度尼西亚以及中国大陆的海南等地，目前尚未由人工引种栽培。